# Durian Besar
Durian Besar is een bestuurslaag in het regentschap Kaur van de provincie Bengkulu, Indonesië. Durian Besar telt 259 inwoners (volkstelling 2010).